# USA:s elfte flotta
USA:s elfte flotta var en av USA:s numrerade flottor. Den 15 augusti 1943 ombildades den nionde flottan till den elfte flottan. I samband med ombildningen så förflyttades flottans ansvarsområde från Stilla havet till Atlanten. Flottan är inaktiv.